# یواس‌اس گادجین (اس‌اس-۲۱۱)
یواس‌اس گادجین (اس‌اس-۲۱۱) (به انگلیسی: USS Gudgeon (SS-211)) یک زیردریایی بود که طول آن ۳۰۷ فوت ۲ اینچ (۹۳٫۶۲ متر) بود. این زیردریایی در سال ۱۹۴۱ ساخته شد.